# 骨架化

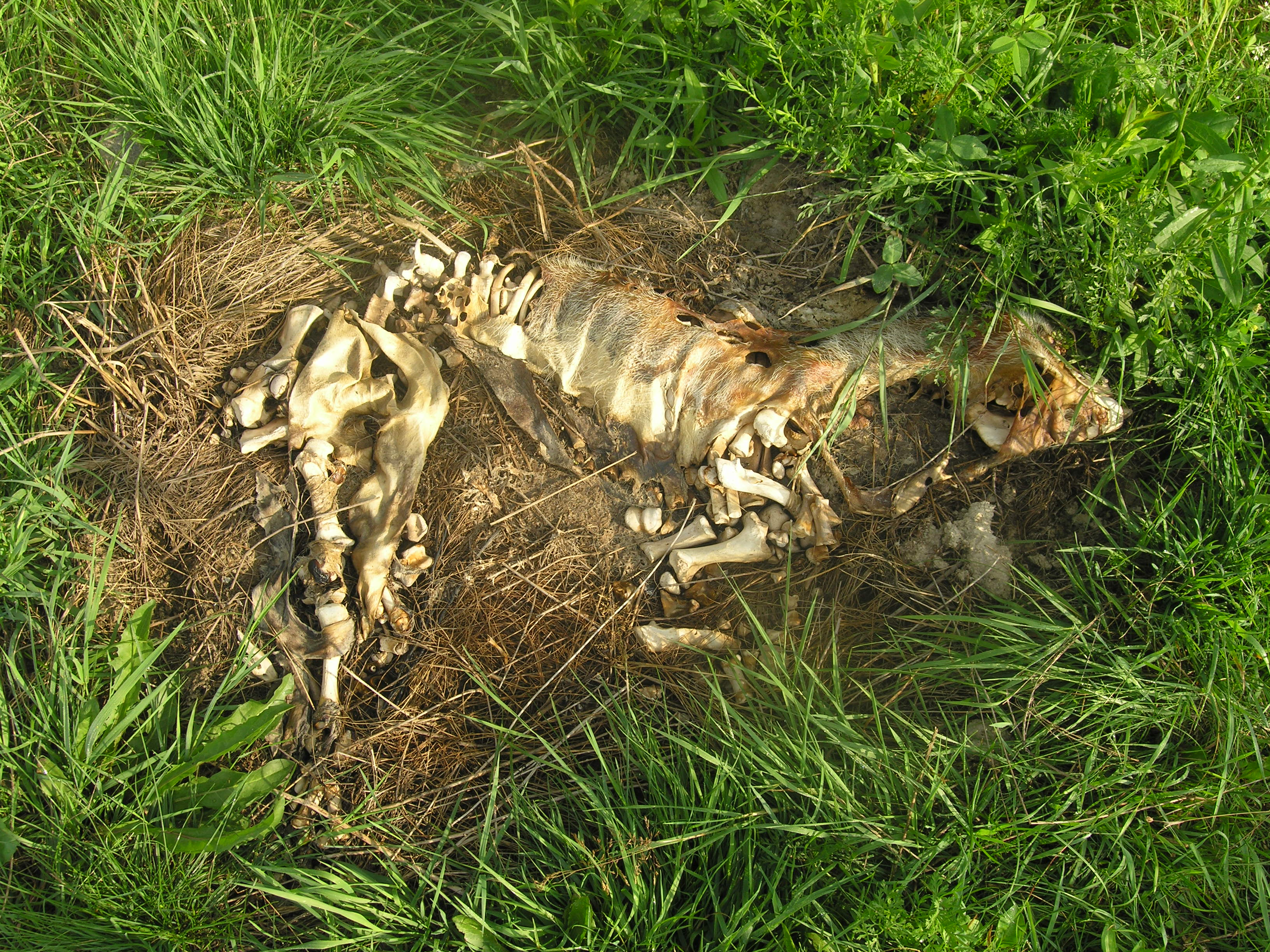
死后七周的家豬開始骨架化。

骨架化是分解作用中的最后阶段，在此过程中，屍體的软组织進一步腐烂，骨架已暴露。當骨架化过程结束时，尸體所有软组织将不復存在，仅留下骸骨。

## 时间线
在温带气候下 ，根据温度、湿度、昆虫以及是否沉入基質（例如水）等因素，尸體通常需要三周至几年的时间才能完全分解成只剩骨骼的狀態。在热带气候中，骨架化可能会在数周内就會发生，而在苔原地区，如果温度持续低于零度，骨架化可能需要数年甚至可能永远都不会发生。泥炭沼泽或荒漠的環境也可以延緩尸體腐爛，尸體處於這種環境下有可能變為木乃伊。
骨架化的速度和尸体的当前状况可用于确定死亡时间。
尸體骨架化之后，如果动物没有破坏或移走骨骼，且骸骨暴露在風雨中，可能數年後骨頭便會粉碎。如果被埋在或沈於酸性肥沃土壤，中型至大型哺乳动物（例如人）的骨骼大约需要20年才能完全溶解，在之後將不會留下任何痕跡。在中性pH值的土壤或沙子中，骨骼可以保留数百年，直到最终消失。尤其是在非常细、干燥、咸、缺氧或弱碱性的土壤中，骨骼可能会经历石化作用後转化为可以永久留存的矿物质。